# Водзинский, Мариан
Мариан Водзи́нский (пол. Marian Wodziński) (1911—1986) — кандидат медицинских наук, член технической комиссии Польского Красного Креста 1943 года по исследованию катынского преступления.

## Биография
Мариан Водзинский родился 8 мая 1911 года в Тарнуве. Отец — Владислав Эмилиан (1878—1947), был заведующим I-й Казначейской Кассы (пол. I Kasa Skarbowa) в Кракове. Мать — Розалия, урождённая Русинек (1882—1979). Имел брата Станислава. Род Водзинских относится к гербу Ястржембец.
Окончил Медицинский факультет Ягеллонского университета в 1936 году и работал в краковском высшем учебном заведении на кафедре патологической анатомии у профессора Станислава Цехановского. Там также получил степень доктора, примерно соответствующую кандидату медицинских наук. Затем был ассистентом на кафедре судебной медицины у профессора Яна Ольбрихта. С марта 1940 года состоял в ZWZ, а с 1943 года в АК.
В апреле 1943 года, после обнаружения немцами катынских могил, был назначен Польским Красным Крестом судебным экспертом в состав комиссии для исследования места преступления. Комиссия работала в Катыни в течение 5 недель. О своей работе Водзинский составил рапорт. Во время эксгумации нашёл, помимо других, останки майора доктора Виктора Калицинского. Калицинский был легионером, врачом маршала Юзефа Пилсудского и родственником свояченицы Мариана Водзинского Кристины Дрезинской. Передал семье найденные на убитом письма.

## Катынь
В марте 1945 года вместе с доктором Яном Роблем был арестован и допрошен НКВД. Благодаря очень решительному вмешательству ректора Ягеллонского университета профессора Т. Лер-Сплавинского и декана профессора Й. Супневского врачей освободили из-под ареста. Водзинский из опасения за свою жизнь скрывался. В июле 1945 года Прокуратура особого уголовного суда в Кракове разослала извещение о его розыске, подписанное заместителем прокурора доктором Романом Мартини. Извещение это было опубликовано, в том числе, и в газете «Dziennik Polski».
В декабре 1945 года доктор Мариан Водзинский тайком покинул Польшу и поселился в Ливерпуле. Там он завёл семью и работал врачом; имел сына и дочь. В Польшу больше никогда не приезжал. Его навещала мать, а с братом он встречался тайно за границей. Отчёт о своем участии в комиссии он передал в 1947 году в архив Польских Вооружённых Сил (пол. Polskie Siły Zbrojne na Zachodzie) в Лондоне. Они были многократно опубликованы в польской прессе и за границей. Умер в Ливерпуле 21 июля 1986 года. Урну с прахом поместили в семейный склеп на Старом кладбище Тарнува.